# Куадио, Куаку Фабрис Элисе
Куаку Фабрис Элисе Куадио (фр. Kouakou Fabrice Elysée Kouadio; также известный как Манушо (фр. Manucho); род. 3 октября 1990, Буаке, Валле-дю-Бандама) — ивуарийский футболист, нападающий.

## Биография
Начинал взрослую карьеру в клубах родной страны и Нигерии. Летом 2010 года перешёл в клуб высшего дивизиона Эстонии «Нымме Калью» (Таллин). Дебютный матч в чемпионате Эстонии сыграл 7 августа 2010 года против «Курессааре». В начале 2011 года потерял место в составе таллинского клуба и был отдан в полугодичную аренду в клуб первой лиги «Лоотус» (Кохтла-Ярве), а после возвращения в «Нымме Калью» как правило выходил на замены. В одном из кубковых матчей, в котором «Нымме Калью» встречался со своим третьим составом (14:0) забил 7 голов. Серебряный призёр чемпионата Эстонии 2011 года.
В 2012 году перешёл в «Инфонет» (Таллин), с которым в том же сезоне стал победителем первой лиги и её лучшим бомбардиром (31 гол). С 2013 года со своим клубом выступал в высшей лиге. В 2014 году стал третьим бомбардиром чемпионата, забив 30 голов, в том числе дважды делал хет-трики и однажды забил 4 гола за матч. Во всех трёх сезонах в составе «Инфонета» становился лучшим бомбардиром клуба.
В начале 2015 года подписал контракт с клубом чемпионата Алжира «УСМ Алжир», но выступал за команду только полгода. На сезон 2015/16 был отдан в аренду в «Гализан», а на сезон 2016/17 — в «Константину». В составе «Гализана» 15 ноября 2015 года забил 4 гола в матче против «УСМ Блида». Пятый бомбардир чемпионата Алжира 2015/16 (10 голов). Летом 2017 года перешёл в клуб чемпионата Египта «Аль-Иттихад» (Александрия), а весной 2018 года играл на правах аренды за «Бани Яс», ставший победителем второго дивизиона ОАЭ. В сезоне 2018/19 выступал за «Сфаксьен» из чемпионата Туниса, в его составе принимал участие в Кубке Конфедерации КАФ (6 матчей, 1 гол) и стал его полуфиналистом.
Во второй половине 2019 года играл в чемпионате Латвии за «Лиепаю». В 2020 году вернулся в Эстонию, где вместе с таллинской «Левадией» стал бронзовым призёром чемпионата. С 2021 года выступал за азиатские клубы.

## Достижения
- Серебряный призёр чемпионата Эстонии: 2011
- Бронзовый призёр чемпионата Эстонии: 2020
- Полуфиналист Кубка Конфедерации КАФ: 2018/19